# Odbirateljstvo
Odbiráteljstvo (angleško gatekeeping, »čuvanje vrat«) je proces, v katerem posamezniki, skupine oz. ustanove določajo, kdo ima dostop do določenih informacij, virov ali priložnosti. Izključitev sledi določenim kriterijem in navadno ima določen namen.
Tisti, ki izvaja odbirateljstvo, se imenuje odbiratelj oz. odbirateljica.